# Barkeria lindleyana
Barkeria lindleyana là một loài lan.
 Tư liệu liên quan tới Barkeria lindleyana tại Wikimedia Commons

## Hình ảnh

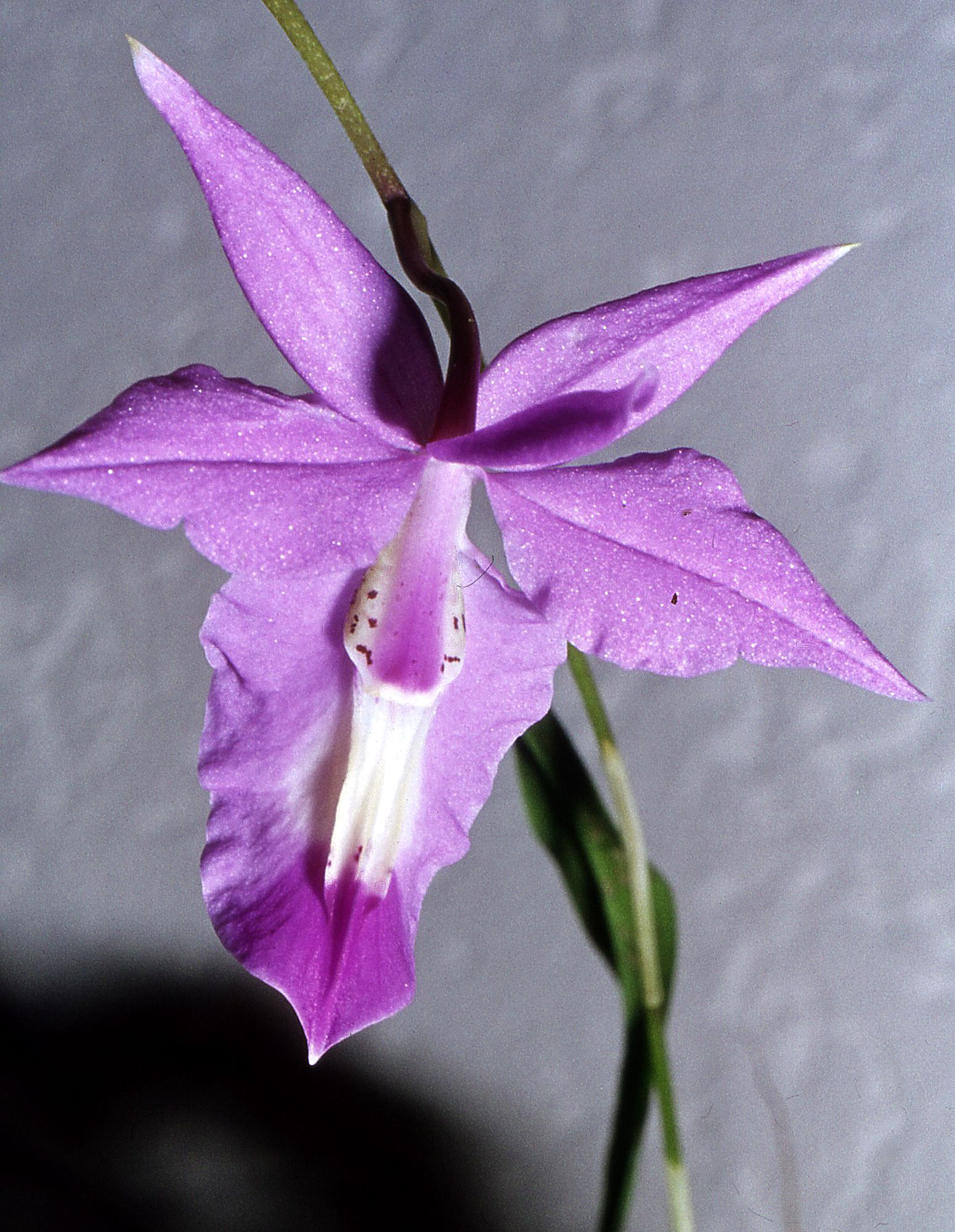